# Argos-Mykines
Argos-Mykines (Grieks: Άργος-Μυκήνες) is sedert 2011 een fusiegemeente (dimos) in de Griekse bestuurlijke regio (periferia) Peloponnesos.
De acht deelgemeenten (dimotiki enotita) van deze gemeente zijn:
- Achladokampos (Αχλαδόκαμπος)
- Alea (Αλέα)
- Argos (Άργος)
- Koutsopodi (Κουτσοπόδι)
- Lerna (Λέρνα)
- Lyrkeia (Λυρκεία)
- Mykines (Μυκήνες)
- Nea Kios (Νέα Κίος)